# Valentine Riant
Valentine Riant, née à Paris le 29 février 1860 et morte à Paris le jour de Noël, le 25 décembre 1879, est une religieuse de la congrégation des sœurs de Marie-Réparatrice dans laquelle elle avait pris l'habit en 1878.

## Biographie

### Enfance
Valentine Riant est la fille de Ferdinand Riant et de Marie Riant, née Petit, morte en 1865 à l'âge de 24 ans alors que Valentine avait 5 ans.
Elle était la nièce des députés Léon Riant, et par sa mère, Paul Dussaussoy, issu d'une grande famille d'industriels du Nord de la France et à l'origine du premier projet de loi en faveur du vote des femmes.
Valentine n'a donc que très peu connu sa mère, ce qui resta une grande souffrance et aussi fit naître en elle un sens certain des responsabilités familiales, en remplacement de sa mère disparue. À 13 ans elle écrivait à son père « Mon plus grand désir est que tu sois heureux. Je te promets de faire tous mes efforts pour remplacer celle dont l'absence fait un si grand vide. »
Elle passe son enfance avec sa grand-mère maternelle entre le Bourbonnais (chez son père, au château de la Salle, mais aussi régulièrement en pèlerinage à Paray-le-Monial et en cure à Vichy), Saint-Gervais en Savoie, et Boulogne sur Mer l'été, Montretout à l'automne et bien sur Paris le reste du temps.
Elle va avoir 11 ans quand a lieu l'invasion prussienne. Retenue avec sa grand-mère au château de la Salle, l'enfant, malgré l'insouciance de l'âge, souffre beaucoup de l'absence de son père retenu à Paris. C'est à cette époque que nait sa vocation religieuse.
Elle fait sa première communion le 4 juin 1871 et est confirmée six jours plus tard dans la chapelle du château de la Salle par Mgr Pierre de Dreux-Brézé, évêque de Moulins.
Elle est décrite par son oncle Léon Riant comme « une vaporeuse jeune fille, aux joues rose-tendre et au yeux remplis de vague ». Très tôt, elle développe un caractère sérieux, mais très espiègle, et sa correspondance laisse transparaitre un esprit brillant et sûr de lui, une très grande volonté et un goût pour les disciplines cérébrales : elle aime l'algèbre et la géométrie, préfère le latin à l'anglais et lit plus volontiers des ouvrages religieux que des romans qu'elle juge mièvres et fades.

### Le monde catholique
Elle fréquente d'éminentes personnalités catholiques de l'époque, dont sa famille est proche, en particulier :
- Stanislas du Lac, son cousin, père Jésuite recteur de l'école privée Sainte-Geneviève (classes préparatoires aux grandes écoles) et soupçonné d'exercer une influence très importante sur l'armée à travers sa proximité, réelle ou supposée, avec bon nombre de diplômés de l'École Polytechnique et de Saint-Cyr ;
- Albert de Mun, militaire, homme politique et académicien français, initiateur du catholicisme social et théoricien du corporatisme chrétien ;
- Benoît Langénieux, archevêque de Reims et cardinal, proche du pape Léon XIII. Mgr Langénieux était un fervent défenseur de l'école chrétienne, créateur de la première école libre, et aussi l'instigateur des pèlerinages ouvriers, qui lui valurent son surnom de « Cardinal des Ouvriers » ;
- Alexandre de Gabriac, père jésuite et homme de lettres.

Elle était une observatrice critique et désabusée de la vie politique : « On a ce matin une lueur d'espoir, qu'en sera t il ce soir ? Que toutes ces combinaisons sont petites, basses, avilissantes ! Il est toujours question d'existence, jamais de devoir.  On veut conjurer l'orage avec des compromis qui ne sont que des répits, et l'on ne s'aperçoit pas que chacun de ces compromis est un pas sûr vers l'abime ».
Jacques Benoît, l'historien de la basilique du Sacré-Cœur de Montmartre précise que Valentine Riant, Édith Royer, fondatrice de la confrérie de « Prière et pénitence » de Montmartre, Adèle Garnier, fondatrice de la congrégation des bénédictines du Sacré-Cœur de Montmartre, furent à l'origine des confréries et congrégations que le cardinal Joseph Hippolyte Guibert, archevêque de Paris, voulait implanter autour de la basilique.

### L'entrée en vie religieuse
La piété de Valentine se développe rapidement à partir de cette époque, comme l'atteste sa correspondance.  Dès 1876, âgée de seize ans, elle fait état de sa vocation à rejoindre un ordre religieux, qu’elle explique en particulier par l’amour de Jésus-Christ, la « perfection » de l’état de religieuse, et l’éloignement du monde, jugeant la pauvreté « ni effrayante, ni attirante ».  
Elle hésite alors entre deux congrégations religieuses: la Société du Sacré-Cœur de Jésus fondée en 1800 par Madeleine-Sophie Barat et celle des sœurs de Marie-Réparatrice, fondée en 1857 par Émilie d'Oultremont. N’ayant que peu de goût pour l’éducation dont la Société du Sacré Cœur de Jésus s’occupait plus particulièrement, elle choisit la congrégation des sœurs de Marie-Réparatrice, qu’elle juge « active et contemplative tout à la fois ».
Elle met alors toute son énergie au service de son admission dans la congrégation. « Il faut de l’héroïsme, donc j’en suis » répond-elle à la révérende mère qui lui précisait les qualités requises dans une lettre.
« Ma nature est peut-être celle qui est la plus opposée à la vie religieuse.  Elle est indépendante, avide de succès et de louanges. Et maintenant j’aime la pauvreté, l’humilité et la souffrance » écrit-elle, se disant « poussée par quelque chose d’indépendants de ma volonté ».
Le 22 avril 1877, Valentine annonce sa décision à son père Ferdinand Riant, à l’occasion d’une visite du chantier de la future basilique du Sacré-Cœur de Montmartre, dont ce dernier était vice-président du comité et membre de la commission de surveillance.  Très réservé quant à cette perspective celui-ci emmène Valentine faire trois voyages afin qu'elle découvre le monde et murisse cette décision. Père et fille visitent successivement Londres (« une grande et belle ville … de province » écrira irrévérencieusement Valentine), les Pyrénées, Rome, Pise, Naples puis Florence. Valentine comptait rencontrer à Rome le Pape Pie IX ainsi que la fondatrice de la Société de Marie-Réparatrice, Émilie d'Oultremont. Cette visite ne se fera pas: le pape mourut en effet le 7 février 1878 et la supérieure Générale le 22 février 1878.

### Rencontre avec le pape Léon XIII
C’est le pape Léon XIII que Ferdinand et Valentine rencontrèrent en audience générale, puis particulière, et qui les convia à sa messe.  Le Cardinal Franchi témoigna de la vive impression qu’elle laissa au pape :« Le Saint-Père m’a parlé de votre fille dont la tenue l’a vivement frappé ; il m’a entretenu d’elle plusieurs fois cet après-midi ».
Pendant ce temps, les demandes de mariages se multiplient, dont certaines «très brillantes» ; elles seront toutes refusées, en la disant trop jeune. Valentine entre au noviciat au Mans le 31 août 1878, sous le nom de sœur Marie du Cœur de Jésus. Elle prend l’habit le 8 décembre de la même année.  

### Décès
Cependant, Valentine souffrait d'une maladie pulmonaire (vraisemblablement la tuberculose, aussi appelée phtisie à l'époque), vraisemblablement depuis deux ans. Elle avait dissimulé sa maladie pour ne pas retarder son entrée en religion. Son mal empire rapidement, notamment sous la forme de terribles accès de fièvre, et elle est transférée le 31 janvier 1879 au noviciat de Paris afin d'y être mieux soignée.
Elle meurt à Paris en 1879, en odeur de sainteté, en reconnaissance du caractère exceptionnel de sa vocation et de l'exemplarité de ses débuts en vie religieuse.

## Pour approfondir

### Biographies
- Auteur Inconnu - Valentine Riant, Notes et souvenirs.  .1880, 3e édition. Bar-le-Duc, 1892.  Imprimerie de l'œuvre de Saint-Paul, traduit en anglais par Lady Herbert en 1881.
- Amherst, SJ Sous la direction de, Valentine Riant: A review of Notes and recollections from 1860 to 1879, 1881. Burns & Oats Ld, London et Catholic Publication Society Co, New York
- l'Abbé Boursin[6], Les Enfants de Marie au XIXe siècle, Paris, 1892, Chapitre "La religieuse", p.61 à 132

### Ouvrages secondaires
- Jacques Benoist, Le Sacré-Cœur des Femmes de 1870 à 1960, Paris, Editions de l'Atelier, 2000
- Valentine Riant, Lettres , Paris, Imprimerie de l'œuvre de Saint-Paul, 1884 - Valentine Riant laisse aussi ses lettres, certaines d'inspiration religieuse, et d'autres relatant sa vie d'enfant puis de jeune fille, publiées sous la forme d'un recueil à Paris en 1884.